# 全国广播公司
全国广播公司是美国一家商业电视联播网及体育广播电台网，總部位於紐約GE大楼，是美國三大廣播電視網之一。由于NBC以孔雀图案作为台徽，NBC又被称为“孔雀台”（英語：Peacock Network）。NBC目前是跨國傳媒集團NBC環球的一部分，向下屬200多家位于美國的電視分台提供節目。
全国广播公司於1926年由美國無線電公司成立。1986年，奇異取得美國無線電公司的經營權，全国广播公司的經營權也隨之移轉。全国广播公司于1960年代中期参与投资香港無綫電視，惟持股量极少，更于后来退出。全国广播公司於2004年与法国维旺迪环球旗下的娱乐部门合并之后，将其原先的“全國廣播公司” (National Broadcasting Company,Inc.) 变更为“NBC环球”（NBC Universal, Inc.），惟在一些节目中仍然使用“全國廣播公司”全称。
全国广播公司每年制作和播出大量的新闻、体育娱乐節目及电视剧，例如《大西洋底来的人》（1977年）、《急诊室的故事》（ER）、《老友记》（Friends）、《威尔与格蕾丝》（Will & Grace）、《我們的辦公室》（The Office）等。近年全国广播公司陷入低谷，2003年到2006年NBC电视台只推出了5部成功的剧集；而且收视主体也十分不稳定。
NBC在纽约、洛杉矶、芝加哥、华盛顿和迈阿密等11个城市擁有直属电视台，并在全美有200多家附属电视台。NBC的电视信号也可在加拿大通过收费电视供应商收看。NBC也于韩国、德国设有国际频道。

## 发展历史

### 广播

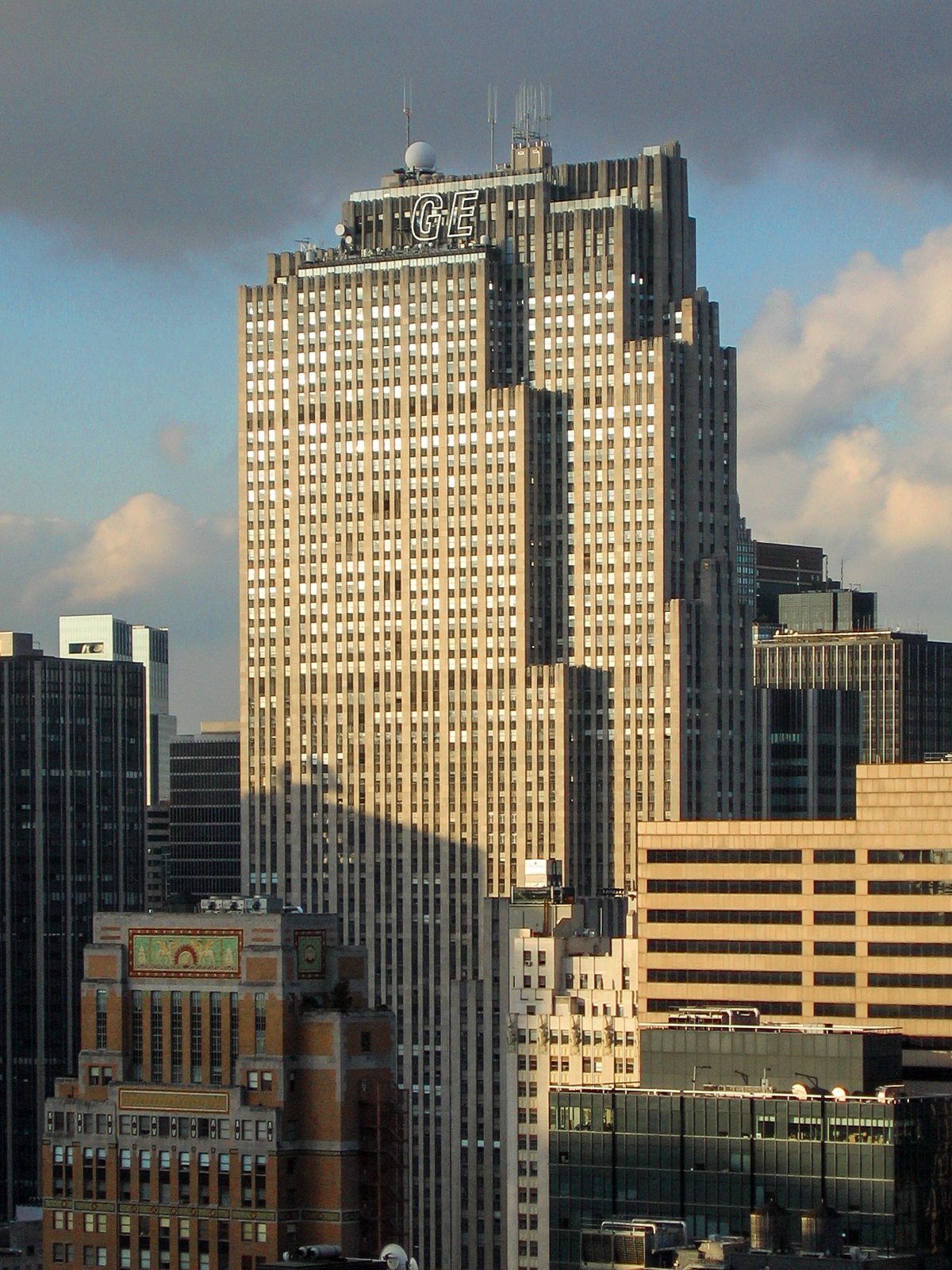
國家廣播公司紐約總公司：奇異電器大樓

NBC及它当时的24家附属电台在1926年11月15日开始广播，当时由成立于1919年的美国无线电公司(RCA)管理。美国无线电公司由通用电气公司、西屋电气公司、联合水果公司及美国电话电报公司（AT&T）等四家公司控股。

#### 早期广播电台网成员：WEAF及WJZ
纽约的本地广播电台WEAF（电台呼号）最初曾是AT&T旗下西部电力公司的一个实验机构，负责制造接收设备和天线，同时AT&T旗下的貝爾實驗室公司当时正在研制较高质量的音频传输技术，所以AT&T在1922年开办了WEAF电台，作为研发中心。WEAF有固定的节目播出时间表，同时还应广告和赞助商的需要开办了一些新节目。WEAF很快取得了成功，并且与其他电台建立网络以播报体育和政治新闻。WEAF的一大创举是形成了被称做“广播链（chain broadcasting）”的电台模式（即今天的“电台联播网”, networking），将Outlet公司位于罗德岛州普罗维登斯的WJAR电台和AT&T位于华盛顿的WCAP电台连接起来。
RCA也注意到电台联播网模式（各电台分享节目）所带来的优势，于是1923年RCA在华盛顿开办了WRC电台，通过低质量的方式在各个城市间传送节目（AT&T当时垄断了高质量传输模式）。
1925年，AT&T的管理层认为WEAF电台（及其网络）与公司的宗旨──电话服务──不符，于是同意出售WEAF电台给RCA。RCA在购得WEAF电台后租用AT&T电话网传输节目。而RCA的股东之一西屋电气公司，在新泽西州纽瓦克市有一家定位类似的先锋电台WJZ，该家电台也在1923年从西屋公司转至RCA名下，并搬到了纽约。

#### NBC红蓝网（Red & Blue Networks）诞生
RCA以100万美圆的价格购得了WEAF电台和另一家华盛顿的姐妹电台WCAP，并随即关闭了WCAP电台。随后，在1926年末，RCA宣告由RCA全资拥有的子公司——國家廣播公司（The National Broadcasting Company）成立，实际上这家公司是由RCA出资50%，通用电气出资30%，和西屋电气公司出资20%组成。该公司官方成立时间是1926年11月15日。
作为之前两家广播网中的旗舰电台，WEAF电台和RCA公司的WJZ电台在新成立的NBC里并存了大约一年时间。1927年，NBC正式确定他们的市场策略：NBC红网（the NBC Red Network）播出娱乐和音乐节目，内容主要来自纽约WEAF电台（在1928年频率是660KHZ），NBC蓝网（the NBC Blue Network）主要播出长期性，且大多不接受赞助的节目，包括新闻和文化节目，内容主要来自纽约WJZ电台（1928年频率760KHz，1941年770KHZ）。这种颜色的划分是来自早年工程师们用来区分WEAF和WJZ电台成员的方式，WEAF用红色图钉标志，而WJZ使用蓝色。

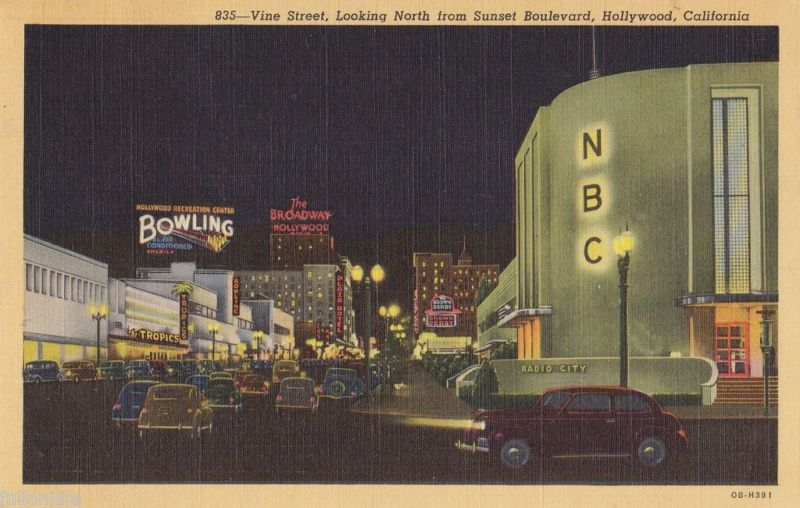
NBC在洛杉矶的Radio City West电台曾为NBC制作不少电台节目

1927年4月5日，NBC将广播服务拓展至美国西海岸，并在此开播NBC橙网（the NBC Orange Network），又称为太平洋海岸网（the Pacific Coast Network）。最初，该广播网在旧金山的分台KPO电台向全网重播NBC红网的节目。之后于1931年10月18日，位于美国中西部的NBC金网（the NBC Gold Network）开播，又称为太平洋金网（Pacific Gold Network），并播出来自NBC蓝网的节目。NBC橙网在1936年撤销，其下属广播电台在橙网撤销后被归属于NBC红网之下。同时NBC金网成为蓝网的一部分。1930年代，NBC又在美国南部为短波广播电台开办了NBC白网（the NBC White Network）。
1927年，NBC的总部迁至纽约曼哈顿第五大道711号的上层，在1933年，NBC提升了第五大道总部的设施。
1930年，通用电气公司因违反反托斯拉法而被处罚，RCA公司从通用电气公司中分离出去。1933年，NBC总部随RCA迁至洛克菲勒中心。

#### NBC音阶
著名的NBC三响音阶在多年的发展后终于诞生。这个三响音阶最早是属于NBC红网的亚特兰大WSB电台为他们自己的节目创作的。NBC纽约总部的经理某天在佐治亚理工学院足球赛的转播中听到了它，并随即请求允许在全国电台中使用。NBC从1931年开始使用这个三响音阶，而这也是有史以来第一个在美国专利及商标局注册的“声音商标”。一个在三响之后重复第一个音阶的NBC三响音阶变化版本（也称为“NBC四响音阶”）在战争时期常被使用（特别是在珍珠港事件之后），中盟军进攻西欧日（D-Day）及其他灾难发生之后。
1932年，NBC三响音阶开始被用于在电台红蓝网信号切换时，通知中转站的工程师切换信号。
NBC三响音阶也在NBC电视网中使用，例如在NBC晚间新闻的片头曲《The Mission》（约翰·威廉斯创作，自1985年开始使用）中。

#### NBC蓝网演变为美国广播公司（ABC）
1934年，美国的互动广播公司（已结业）向美国联邦电信委员会投诉，声称NBC的两大网络和哥伦比亚广播公司（CBS）的电台网络垄断了美国的广播市场。联邦电信委员会从1938年开始调查NBC是否有垄断行为，并在1939年发表报告，指出NBC红蓝网的“垄断行为”，并要求RCA剥离旗下的一个网络。然而FCC后来拒绝了互动广播公司的投诉。
为免在联邦电信委员会的上诉中失利，RCA在1941年将NBC拆分成两个公司。NBC蓝网变成“NBC蓝网有限公司（NBC Blue Network, Inc.）”，NBC红网变成“NBC红网有限公司（NBC Red Network, Inc.）”。两个网络于1942年1月8日正式拆分。拆分后NBC蓝网被称为“蓝网”（Blue Network），NBC红网则被直接称为“NBC”。
1943年5月，RCA在美国最高法院的判决中失利，RCA于1943年以8百万美圆的价格出售NBC蓝网给保险业巨头爱德华·约翰·诺布尔建立的美国广播公司（American Broadcasting System）。Noble得到了蓝网的商标、纽约的播音室、电台的播音员、两座半电台（纽瓦克/纽约市的WJZ电台，旧金山的KGO电台和与WLS电台分享频率的芝加哥WENR电台）及60个成员电台。诺布尔将公司更名为“蓝网有限公司（The Blue Network, Inc.）”但同时也想能拥有一个更容易记忆的名字。1944年他向斯托勒通讯处获权使用“美国广播公司（American Broadcasting Company）”的名称，从此蓝网变成了ABC。官方宣布更名是在1945年6月15日。

#### 广播的黄金时代
1920年代，收音机在美国家庭中得到普及，美国广播业进入黄金时代。NBC成为很多著名歌星（比如艾尔·乔逊、鲍勃·霍普以及阿图罗·托斯卡尼尼的NBC交响乐团）和节目的成名地。NBC的下属电台发射站功率较其他电台大，部分发射站可以播出高质量的AM广播信号。
1940年代，NBC的竞争对手CBS通过允许旗下艺员在自己的唱片公司制作节目，逐渐赶上NBC，因为艺员由此能获得更多利益。1948年至1949年，不少NBC艺员转至CBS，例如弗兰克·辛纳屈。为了应对CBS周日晚间时段节目（转至CBS的前NBC艺员的节目精选）及保留未因电视普及而转去看电视的听众，NBC于1950年11月10日开播《大演出》（The Big Show）。该综艺节目长达九十分钟，播出包括音乐、喜剧、戏剧演出在内的多种节目，并吸引了包括艾拉·费兹洁拉、埃塞尔·巴里摩尔、格魯喬·馬克思在内的艺员。
然而，进入1950年代，电视的普及依旧使更多听众转为观看电视，广播听众大幅减少，《大演出》的成功也未能持续下去。1952年，NBC在该节目上耗费约一百万美元后，该节目结束播音。
NBC广播的最后一个主要节目热潮为1955年6月12日开播的《监听》（Monitor）节目。这是一个在周末连续播出的节目，有诸多著名节目主持人（如戴夫·加洛韦、休·唐斯、埃德·麦克马洪和基因·雷伯恩）主持，包括了音乐、综艺、新闻、访谈、天气预报等多种节目内容。《监听》节目的成功持续了多年直到20世纪60年代中期，一些本地电台（特别是在一些重要地域的本地电台）趋于打破联网广播的束缚。1975年1月26日，“监听”节目结束广播，而此时NBC的价值仅在于它的整点新闻及相关一些背景报道了。

#### 广播业的衰落及NBC广播网转手
1975年7月18日，NBC推出“新闻信息服务”（NBC News and Information Service, NIS），为一些想开播纯新闻频率的本地电台提供每小时长达55分钟的新闻。NBC首先在华盛顿、纽约、芝加哥、旧金山的下属电台启动服务。这项服务吸引了大约几十家本地电台的加入，但不足以让NBC盈利，這項服務在1977年5月29日终止。
1979年，NBC发现ABC通过播出音乐磁带，获得了大量青年听众，于是在同年5月28日，NBC推出面向青年听众的“来源（The Source）”网，该网络为FM电台提供演唱会录音和新闻简报。该节目得到较高收听率，直至1986年NBC被收购后才停播。
1982年，NBC开播《TalkNet》电话访谈节目，由布鲁斯·威廉斯（Bruce Williams）、伯纳德·梅尔策（Bernard Meltzer）及萨利·杰茜·拉斐尔（Sally Jessy Raphael）主持。《TalkNet》填补了NBC各分台在晚间时段的节目空缺，也允许各分台在节目前后自行播出广告。该节目并未获得较高收听率，但其节目形式对全国性电话访谈广播节目有一定影响。该节目直至20世纪90年代NBC广播网转手数次后才结束播出。
1986年，通用电气收购NBC后，发现NBC广播部门长期未有盈利，认为其广播事业与他们的长远发展不符。加上FCC不允许通用电气公司在美国同时拥有电视网和广播网，1987年，通用电气将NBC广播网络运营权和商标出售给Westwood One公司（2011年停播前曾为美国最大的广播网络，为哥伦比亚广播公司的广播子公司），而NBC旗下的所有广播电台也被分别出售。NBC广播网络（NBC Radio Network）作为一个广播节目服务的名称不复存在，而只作为Westwood One的一个商标。
Westwood One收购NBC广播服务后，不断削减其播出时长，以至于在1989年停播综艺节目《永恒之夜》（The Eternal Light）后，NBC广播服务变成纯新闻广播，并与Westwood One于1985年收购的互动广播公司合并。自此，两个网络每天在美国东部时间6:00-20:00播出节目。不过两个网络的节目及运营相对独立，除晚间新闻节目和周末的节目外，其他时间段的节目基本不同。1999年5月17日，在互动广播公司停播后，NBC广播服务再次缩减，改为在工作日早晨五时至十时（美国东部时间）播出，由CBS广播网的员工操作。
Westwood One于2003年停播旗下的福克斯新闻广播（Fox News Radio）。为充分利用剩余的频率，同年3月31日，Westwood One开播NBC新闻广播（NBC News Radio），由CNBC的主播主持新闻节目，于工作日6:00-22:00（东部时间）播出，但内容初期由Westwood One新闻部提供，不久后才由NBC新闻部、MSNBC员工提供。2004年，NBC新闻广播结束服务。

#### NBC体育广播电台网
2012年9月4日，由NBC体育集团（NBC Sports Group）和Westwood One（该公司为一传媒公司，与前文所提及的Westwood One并非同一公司）合资的NBC体育广播电台网（NBC Sports Radio）启用，由NBC体育新闻部提供新闻内容，而Westwood One则负责播出。该体育电台网通过AM广播和在线收听的方式播出体育、音乐、访谈节目。2013年7月起，NBC体育电台网开始每天24小时播出节目。

### 电视

#### 早期试验
RCA的创始人之一大卫·沙诺夫在RCA成立后，意识到电视和电视广播的潜力，遂决定发展电视服务。
1920年代末，西屋公司的工程师弗拉基米尔·佐利金尝试研制出一套全电子式电视机系统，并在大卫的资助下研制出光电倍增管（电视摄像机的重要部分）的模型。1936年4月24日，RCA向公众展示了摄像机的摄像管（早期摄像机的结构之一）和电视接收机的显像管。然而在1930年，拥有电子式电视机系统专利的费罗·法恩斯沃斯称佐利金和RCA侵犯专利权，并要求RCA承认电子式电视系统的发明者为法恩斯沃斯。法恩斯沃斯与RCA展开了将近10年的知识产权斗争，最终于1939年，RCA承认法恩斯沃斯拥有电子式电视系统的专利，并向法恩斯沃斯支付一百万美元。
1939年4月30日，RCA在1939年纽约世界博览会上以全国广播公司为名义首次向外界播送电视讯号。时任美国总统富兰克林·罗斯福在NBC电视摄像机前演讲的画面，被传送至NBC的纽约分台W2XBS（现在的WNBC-TV），并通过纽约帝国大厦电视发射塔向方圆40英里（约64公里）范围内的近一千名观众发送电视讯号。同年，NBC的W2XBS首次直播多个重要赛事，包括美国职棒。其中在1939年8月26日直播布鲁克林道奇队和辛辛那提红人的棒球比赛期间，主持人瑞德·巴博（Red Barber）以手持Ivory牌香皂、戴上美孚石油的帽子、食用Wheaties麦片的方式，第一次播出电视广告，但这三个广告由NBC为三家公司免费播出。同时，RCA开始向大众推销4款电视机。
第一个NBC电视网节目《Meet The Wife》在1940年1月12日播出。该节目由NBC纽约分台W2XBS制作、在纽约播出，并将直播信号传送给斯克内克塔迪分台W2XB/W2XAF（现在的WRGB），由W2XB/W2XAF将信号转播至纽约州东部。同年，位于费城的W3XE分台（现在的KYW-TV）也开始不定期播出电视节目。1940年夏季，费城W3XE分台直播了共和党全国代表大会，并转播至纽约的W2XBS及斯克内克塔迪的W2XB/W2XAF分台，这是二战前NBC规模最大的一次电视转播。
虽然电视广播取得巨大成功，但由于电视接收机的昂贵价格，和缺少吸引观众的定期性电视节目，RCA的电视接收机销售量并不理想。

#### 商业电视广播及二战的影响
1941年7月1日，美国联邦通信委员会正式批准NBC电视服务，并向纽约分台W2XBS发出美国第一张商业电视台牌照，W2XBS呼号改为WNBT。当日下午，WNBT分台在14时至17时直播布鲁克林道奇队和费城费城人队的棒球比赛。在直播开始前，WNBT播出黑白检验图，并在临近14时的报时画面中，插入宝路华手表广告（显示为“宝路华手表为您报时（Bulova Watch Time）”）。这一广告成为美国电视史上第一个商业广告。
珍珠港事件后，美国加入第二次世界大战。由于RCA的部分技术人员被美军征用，NBC开始削减电视节目播出时数。直至1944年，NBC才重新增加电视节目的播出。1944年，NBC费城分台和奥尔巴尼/斯克内克塔迪WRGB分台开始重新播出节目。其中两台自1944年4月10日开始播出的《炮火之声》（The Voice of Firestone）音乐节目，更开始进行每周定期播出。该节目一般被认为是NBC的第一个常规性电视节目。
1945年5月8日，同盟国在二战欧洲战场取得胜利。NBC的纽约WNBT分台在当日向纽约的电视拥有者邮寄节目预告，并播出长达数小时的特别新闻报道。当日，WNBT直播了胜利日当天欢庆胜利的人群。

#### 二战后的迅速发展
1947年，NBC的WNBT分台现场转播于纽约举行的棒球比赛1947年世界大赛，这是美国职棒世界大赛的首次电视转播。直播讯号由WNBT向纽约地区转播。此次比赛转播吸引了大量观众，并在纽约地区掀起电视机抢购潮。尽管此次比赛仅在纽约地区播出，但同时也发掘出电视广播的潜力。
NBC电视网于1948年6月开播的综艺节目《德士古星空剧场》（Texaco Star Theater）是NBC电视服务的第一波收视高潮。节目造就了NBC的第一位电视明星米尔顿·伯利（Milton Berle），被称为“电视先生（Mr. Television）”。

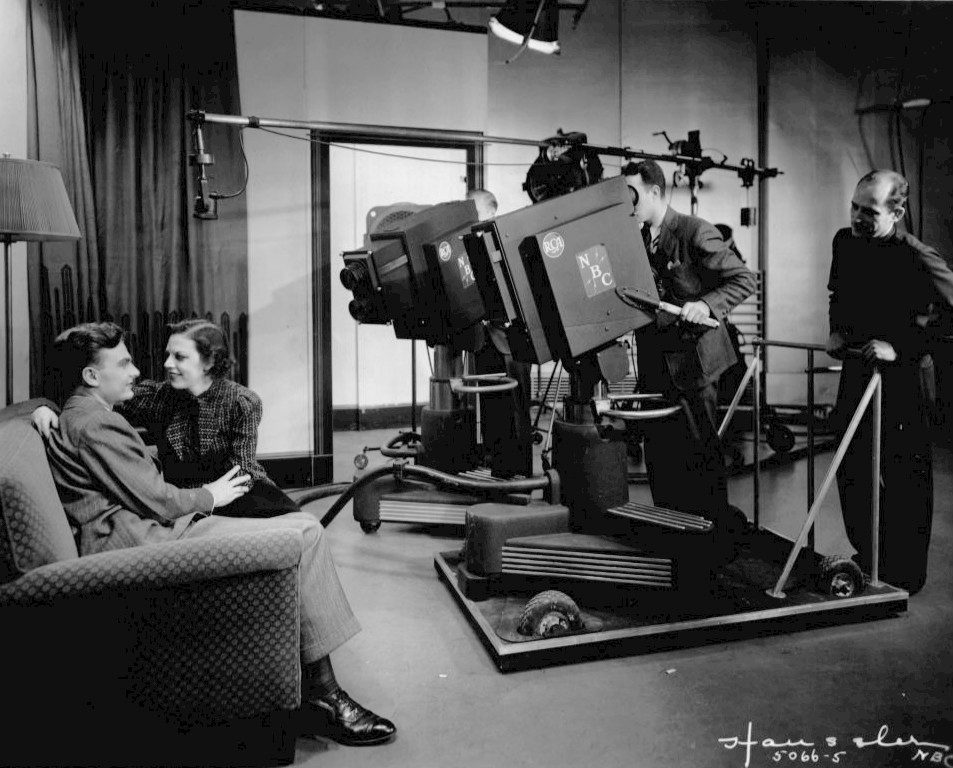
NBC的一部剧集《格雷斯和埃迪的蜜月》（The Honeymooners-Grace and Eddie Show）。

1950年代，NBC电视网涌现出一批电视节目，包括1952年1月14日开播的早间资讯节目《今天》（Today），及1954年开播的晚间娱乐节目《今夜秀》（The Tonight Show），这两个节目持续播出超过50年，直至现在。另外还有纪录片《广阔的世界》（The Wide Wide World）及多个由NBC电视网制作的，在电视上播出的电视电影。
1951年，NBC委托作曲家吉安·卡洛·梅诺蒂为NBC电视网创作一部歌剧，这部歌剧是美国第一部只在电视上播出的歌剧。梅诺蒂创作的这部45分钟的歌剧《Amahl and the Night Visitors》讲述了一个残疾的牧童遇见东方三博士，并在将他的拐杖拿给圣婴后，奇迹般地痊愈的故事。这一歌剧取得前所未有的成功，甚至于NBC在1951年至1966年期间多次重播，直至梅诺蒂表示反对后才结束。然而在1978年，NBC再次将该歌剧重制为电影，并在同年播出。

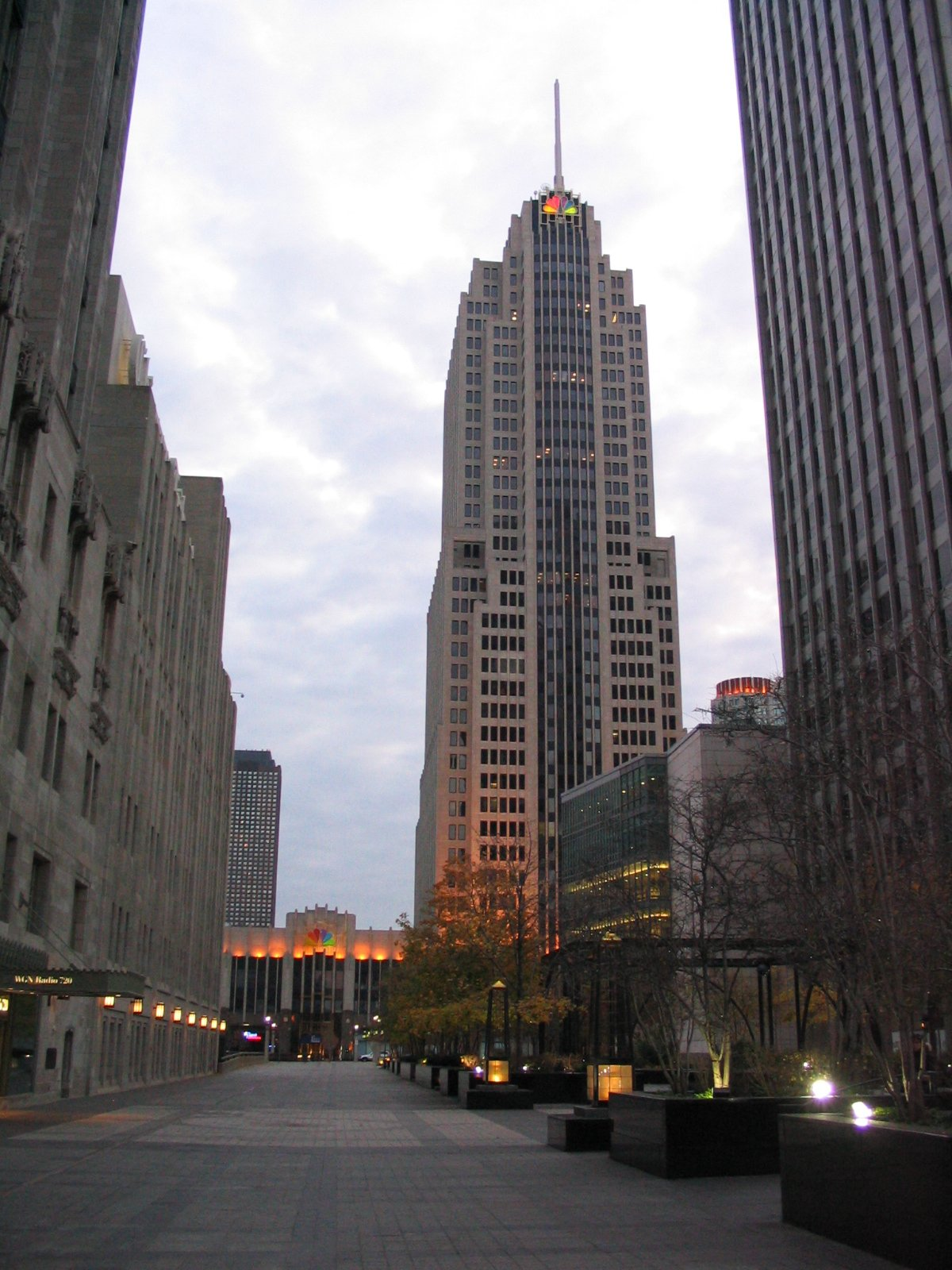
國家廣播公司芝加哥分公司

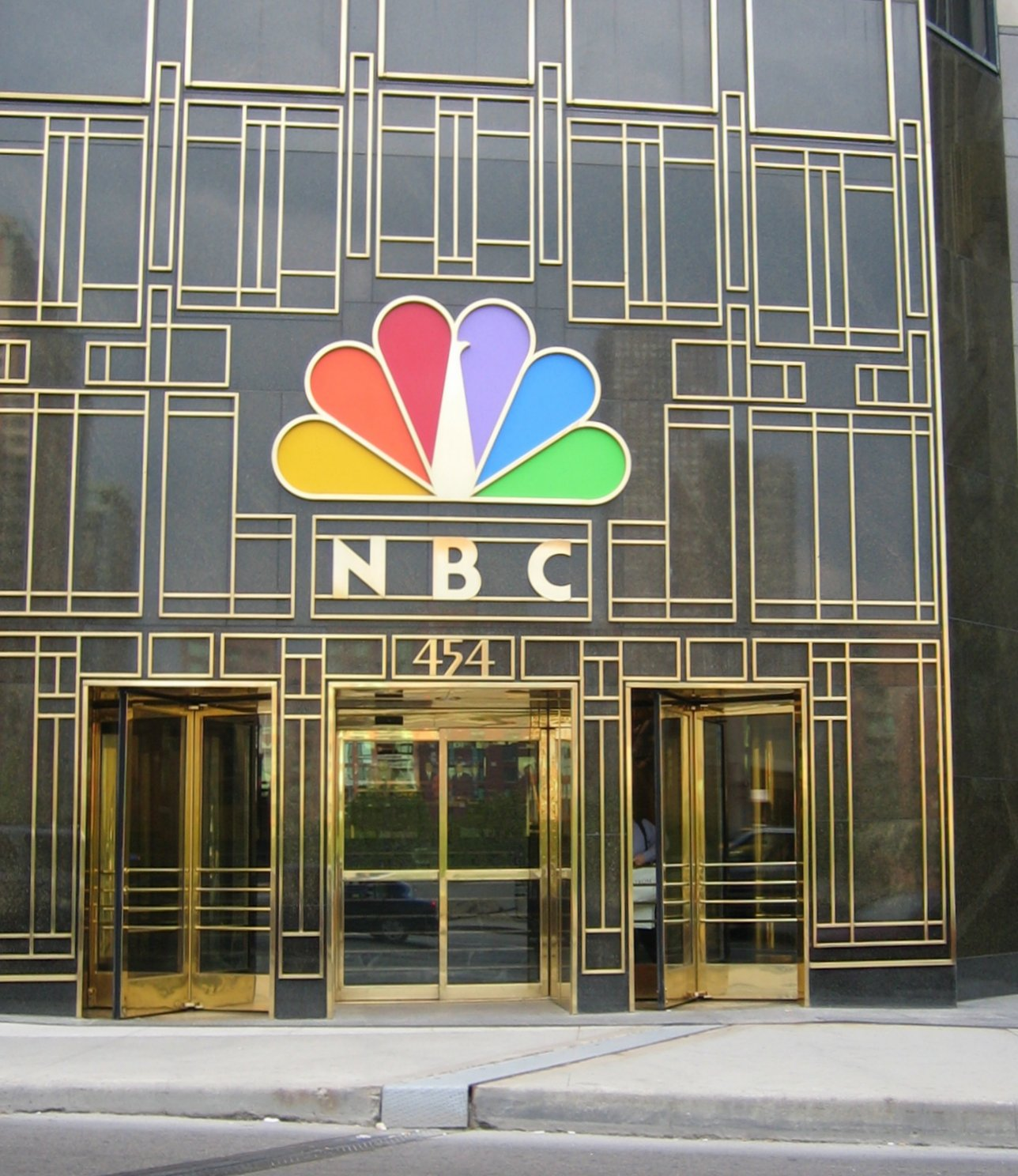
國家廣播公司芝加哥分公司大門

#### 彩色电视

1960年代NBC彩色电视广播开始画面

1940年，RCA在内部开始测试电子式彩色电视，并在1941年2月20日第一次对外测试彩色电视广播。之后于1947年，RCA推出第一款电子式彩色电视摄像机。
经过一连串测试后，RCA于1949年8月正式对外公布其研发的电子式彩色电视系统，并命名为RCA制式。同年9月，NBC开始在华盛顿对外试播RCA制式彩色电视。NBC电视网的竞争对手CBS电视网和杜蒙特电视网也分别开发了自家的彩色电视制式，其分辨率、与黑白电视兼容性各不相同。
1953年12月，在向联邦通信委员会取得执照后，NBC的费城分台WPTZ（现在的KYW-TV）正式开始播出彩色电视节目。WPTZ播出的第一个彩色商业电视节目为电视剧《天罗地网》。不过该电视剧并非全集都为彩色画面。NBC播出的第一部全彩色的电视剧是1954年的《婚事》
1950年代，联邦通信委员会研发的第二代NTSC彩色电视制式逐渐成熟，但是当时的三家电视网（CBS、杜蒙特、NBC）各自使用各自的彩色电视制式。1951年，由于朝鲜战争爆发，美国国防动员办公室开始限制电视广播，间接使各自的自家制式相继放弃。1953年12月17日，联邦通信委员会宣布NTSC成为美国彩色电视广播的制式。NBC的彩色电视服务开始以NTSC制式播出。
NBC于1955年播出的彩色电视音乐剧《彼得·潘》是NBC彩色电视的一次收视热潮。该音乐剧在1955年3月7日的《Producers' Showcase》栏目中播出，音乐剧并非事先录制好，而是从百老汇剧院现场直播。当日，NBC创造了6500万人收看的收视纪录。此后该剧于1956年、1960年重播，每次重播均为现场直播。在1960年12月8日的重播中，NBC将音乐剧录制下来，并在此后的重播中以录播方式播出。

《华特迪士尼彩色奇妙世界》片头

1961年，美国影业公司华特迪士尼公司开始制作彩色电视电影。此前，迪士尼公司的电视电影原先于ABC播出，但由于ABC电视网的技术和资金有限，无法播出彩色电视节目，迪士尼遂与NBC合作，播出彩色电视电影。1961年9月24日，NBC开始于周日晚间播出晚间档《华特迪士尼彩色奇妙世界》（Walt Disney's Wonderful World of Color），当晚播出的第一集为《唐老鸭漫游数学仙境》（Donald in Mathmagic Land）。该晚间节目档直至1981年结束，改由CBS播出。
截至1966年1月，NBC电视网已有接近100%的节目以彩色播出，而CBS仅达到51%，ABC仅达到49%。同年11月7日，当NBC的日间竞赛节目《集中》开始以彩色播出后，NBC电视网正式进入全彩色广播。然而NBC旗下可以播出彩色电视节目的电视分台为数不多。
1964年10月17日，NBC播出电影《See How They Run》。该电影由环球影业制作，讲述三个孤儿无意间发现一间跨国公司杀害他们父亲的证据，并与公司斗智斗勇的故事。该影片被视作第一部长篇（60分钟或以上）电视电影。

#### 1970年代——萎靡不振
1960年代末，美国电视业迎来观众结构的重大改变，婴儿潮时期出生的人（指二战后1946至1964年间出生的人）逐渐成年。NBC及其它电视网意识到其节目长期以来仅拥有同一观众群，部分节目已长期播出，为吸引年轻观众群，NBC开始停播部分面向中老年观众的电视节目，如音乐节目《贝尔电话时间》和《与米切齐唱》，并开播诸如电视电影时段《神秘之夜》、喜剧小品《罗温、马丁喜剧小品》、电视剧《桑福德和他的儿子》等面向年轻人的节目。
1974年，赫伯·施洛瑟就任NBC总裁。为吸引年轻观众收看，NBC电视网高价购入大量剧集，然而这些剧集非但没有吸引18至34岁观众群，还使中老年观众减少。此后，NBC电视网黄金时段节目中，仅有1975年开播的周六深夜综艺节目《NBC周六之夜》（NBC's Saturday Night，后改名为Saturday Night Live，周六夜现场）获得较高收视率，并取得较大成功。该节目由一系列讽刺恶搞当下政治和文化的喜剧小品组成，期间会邀请音乐嘉宾进行演奏。节目播出后，立即获得巨大反响，甚至迫使ABC在1976年将《周六夜现场》停播，《NBC周六之夜》也播出至今。尽管如此，NBC黄金时段大部分电视节目均未能播出第二季。
此后于1978年，NBC向ABC挖角，邀请ABC的弗雷德·希尔弗曼担任NBC总裁。此前希尔弗曼曾带领ABC取得收视率第一。希尔弗曼进入NBC后，引入一套全新的管理模式，并招收一批新的高层人员。同时，NBC开播一系列电视剧、娱乐节目，其中有不少节目曾在ABC和CBS中大获成功，而诸如情景喜剧《细路仔》（Diff'rent Strokes）、电视剧《将军》（Shōgun）、真人秀《真实的人》（Real People）等节目都引起收视热潮。之后，希尔弗曼也开始对新闻部进行改革，其晚间新闻节目《NBC晚间新闻》、早间新闻节目《今天》的收视率得以与ABC、CBS平起平坐。即便如此，NBC大部分节目均未能取得成功，其整体收视率始终落后于其他电视网。
NBC电视网的经营每况愈下，旗下加盟台逐渐出现脱离电视网的趋势，有数十个NBC加盟分台改为加盟ABC。为节省资金，NBC取消了1980年夏季奥林匹克运动会的转播计划，以节省8700万美元的转播版权费。

#### 1980年代——东山再起

1981年，希尔弗曼辞职，格兰特·廷克（Grant Tinker）就任NBC电视网总裁，布兰登·塔奇科夫（Brandon Tartikoff）担任娱乐节目部经理。塔奇科夫开始改造NBC电视剧节目表。其中，曾在第一季中收视率低迷的电视剧《希尔街的布鲁斯》（Hill Street Blues）被改在周四播出，其收视率迅速提高。此类做法使得不少先前收视率较低的电视剧大获成功，例如《欢乐酒店》、《霹雳游侠》、《天龙特攻队》，部分节目甚至在NBC首映后于其他国家和地区播出，并在各地形成极大的影响力，而《A字特攻队》也成为1982-1983年间唯一一个进入尼尔森收视率前二十的NBC电视节目。同时，NBC通过对观众群的统计，对节目间插播的广告进行安排，获得极高的广告收入，NBC成功渡过难关。
1984年，情景喜剧《考斯比一家》的成功掀起一股情景喜剧的热潮，其中在1982-1983年间开播的情景喜剧《家族的诞生》（Family Ties）收视率极速提高。随之而来的，是NBC电视网的总体收视率的上升，并在1985-1986年间再次成为收视率第一名，期间较受追捧的电视剧有《黄金女郎》、《迈阿密风云》、《天堂之路》、《神探亨特》。
1987年秋季，NBC开始为其下属分台提供晚间节目包，并在黄金时段前的19:30（美国东部时间）由各分台播出，包括《马布尔海德庄园》（Marblehead Manor）、《她是警长》（She's the Sheriff）、《你不能把它带走》（You Can't Take It with You）、《离开这个世界》（Out of This World）、《俊俏小管家》（We Got It Made）。NBC希望通过该节目包将黄金时间提前半小时，以吸引更多观众。该方案间接地促使了FCC放松对电视网的两个管制：一是在美国东部时间19:30必须将电视讯号转向各地分台，二是禁止在19:30至20:00之间播出电视网制作的节目。
NBC东山再起，在1988-1989年间，有18档节目登上尼尔森收视率排行榜前三十名，而NBC的每周收视率也霸占第一位超过12个月，此后该记录再没有被超越。

#### 1990年代——“非看不可的电视”

1991年，塔奇科夫离职，沃伦·利特菲尔德继任娱乐部经理，此后NBC开播诸如《威尔与格蕾丝》后于下一个周四，NBC开始将1989年开播的情景喜剧《宋飞传》移至该时段播出。《宋飞传》收视率迅速提高，成为NBC收视率最高的电视节目之一。
NBC意识到，电视网的周四晚间时段最受广告商重视，由于需要吸引更多消费者在周末购买商品，广告商不惜花重金投入在周四晚间的电视广告上。为吸引更多观众在周四晚间收看节目，NBC推出周四晚间8:00-10:00节目群，并以“非看不可的电视”（Must See TV）作为宣传标语。1993年8月，“非看不可的电视”首次出现在周四晚间的节目预告中。此后，除《宋飞传》外，诸如《威尔与格蕾丝》、《急诊室的故事》、《老友记》、《欢乐一家亲》、《洛城法网》等情景喜剧均被安排在该时段播出，其中《宋飞传》于1998年播出最后一季时，更在尼尔森收视率排行榜位列第一（单季）。

### 新闻资讯

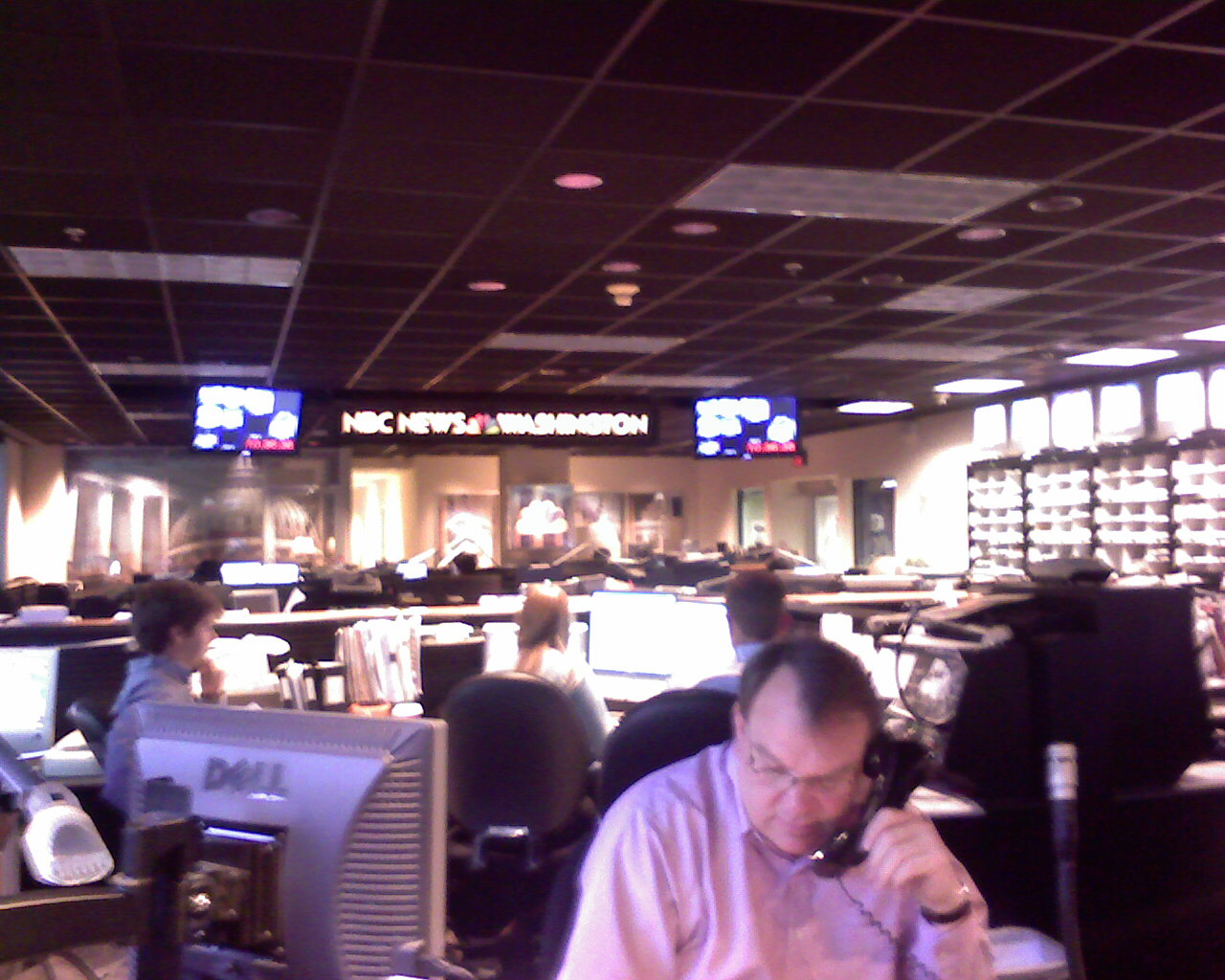
國家廣播公司華盛頓州新聞中心

## 其他服务
全国广播公司在奥运会上盛行，同样在YouTube可供观看。电台网络也有播报新闻可供在汽车观看。

## 外部連結
- NBC官方網站 （页面存档备份，存于）
- NBC新闻网站 （页面存档备份，存于）
- 洛克斐勒中心 （页面存档备份，存于）
- NBC在TV-ARK